# August Wilhelm Rehberg
August Wilhelm Rehberg (* 13. Januar 1757 in Hannover; † 10. August 1836 in Göttingen) war ein Staatsmann, Philosoph und politischer Schriftsteller des Kurfürstentums und späteren Königreichs Hannover. Rehberg gilt als Repräsentant des bürgerlich-reformorientierten Konservatismus jener Zeit.

## Leben und Familie
August Wilhelm Rehberg entstammte einer bürgerlichen Familie mit Verbindungen in den Verwaltungsdienst des Kurfürstentums Hannover. Sein Vater Johann Friedrich Rehberg (1722–1799) arbeitete als Commissär und Schatzeinnehmer im Fürstentum Calenberg (eine der Landschaften im Königreich Hannover); die Mutter Sophia Charlotte (1724–1807) soll einer hugenottischen Refugiéfamilie entstammt haben. Rehbergs jüngerer Bruder war der Porträt- und Historienmaler Friedrich Rehberg. Die in Hannover ansässige Familie war eng befreundet mit dem Hofkirchenprediger Johann Adolf Schlegel und dessen Söhnen August Wilhelm Schlegel und Friedrich Schlegel. Ein bekanntes Jugendbild Friedrich Schlegels stammt aus der Hand von Rehbergs Schwester Caroline. Ein weiterer Freund der Familie war der Dichter Heinrich Christian Boie. Zu Rehbergs eigenen Jugendfreunden zählte ebenfalls der spätere Publizist und Jurist Ernst Brandes. 1788 logierten er und seine Schwester Caroline während eines Pyrmont-Aufenthalts in derselben Pension wie Justus Möser.

## Studium und Berufssuche
Rehberg immatrikulierte sich im Herbst 1774 an der Georg-August-Universität Göttingen im Studienfach Medizin, hörte aber wohl vorwiegend Vorlesungen in Philosophie. Hinzu kamen kurzzeitig Vorlesungen in Jura an der Universität Leipzig. Zu seinen Göttinger Studienfreunden zählte unter anderem Heinrich Friedrich Karl Reichsfreiherr vom und zum Stein. Wohl 1779 wurde er dort Mitglied des einflussreichsten Studentenordens der Zeit, des ZN-Ordens, diesem gehörte er auch nach dem Studium in Hannover noch als Mitglied der dortigen Logenvereinigung an. Da sich nach Abschluss seines Studiums zunächst keine berufliche Position fand, unterrichtete Rehberg in den ersten Jahren im hannoverschen Wohnhaus der Familie Engländer in Deutsch und verfolgte eigene Buchprojekte. Eine Bewerbung für eine akademische Karriere an der Ritterakademie in Berlin wurde vom preußischen König Friedrich dem Großen vereitelt. Die Zugehörigkeit zum ZN-Orden scheint auch der Grund gewesen zu sein, dass er im hannoverschen Beamtendienst zunächst keine Anstellung erhielt.

## Laufbahn als Staatsmann
Durch Empfehlung wurde er 1783 Sekretär von Friedrich August, Herzog von York und Albany, der damals (der letzte) Bischof des Hochstifts Osnabrück und arbeitete in direkter Verbindung zu Justus Möser. Als 1786 der Herzog von York nach England zurückkehrte und seine Geschäfte der deutschen Kanzlei in London überließ, empfahl er Rehberg zu einer Anstellung in Hannover; dieser wurde zunächst in der Finanzverwaltung angestellt, dann Leiter der sogenannten Ersten Licentexpedition. Das Ratskollegium bestand aus Aristokraten, obwohl seine Angelegenheiten normalerweise von bürgerlichen Sekretären ohne Stimmrecht wie Rehberg geleitet wurden. Nach dem Ausbruch der Französischen Revolution bezog Rehberg öffentlich Position für die Seite des Konservatismus, etwa zeitgleich mit Edmund Burke und Friedrich von Gentz. Seine Kritik an der Revolution begründete er zum einen juristisch zugunsten einer historisch gewachsenen Rechts- und Staatsordnung, zum anderen philosophisch mit direkter Kritik an Jean-Jacques Rousseau, den Physiokraten und dem Jakobinismus. Während der Besatzungszeit unter Napoleon, der Norddeutschland von 1806–1813 an Frankreich anschloss, bekleidete Rehberg keine amtliche Stellung von politischer Bedeutung, lediglich die eines Steuerdirektors in Hannover, dem Hauptort des Allerdepartements. Zweimal, 1806 und 1807, war er Mitglied von Deputationen der hannoverschen Stände, die an Napoleon abgesandt wurden. Nach dem Ende der französischen Herrschaft wurde Rehberg im Januar 1814 zum Geheimen Kabinettsrat mit der Zuständigkeit für landständische und Steuerangelegenheiten ernannt. Ernst Friedrich Herbert Graf zu Münster, der Leiter der Deutschen Kanzlei in London betraute Rehberg 1814 mit der Organisation einer provisorischen Ständeversammlung, die eine neue landständische Verfassung für das Königreich erarbeiten sollte. In den sich bis 1819 hinziehenden Sitzungen und Verhandlungen der Ständeversammlung des Königreichs Hannover ergaben sich deutliche Konflikte zwischen eher bürgerlichen Ständevertretern, die ein Repräsentationsmodell favorisierten und einer restaurativen Adelsfraktion, die ihre alte landständische Ordnung wiederhergestellt wissen wollten. Diese verstand es zunehmend, Rehberg – dem wegen seiner Neigung zu maßvollen Reformen unterstellt worden war, ein verkappter Revolutionär zu sein – in Widerspruch zum Kabinettsminister für Hannoversche Angelegenheiten in London Ernst Friedrich Herbert zu Münster zu setzen. Das schließlich 1819 eingeführte Zweikammersystem stärkte vor allem die landesherrlichen Rechte. Rehbergs erzwungener Rücktritt im Jahre 1821 als liberaler Geheimer Kabinettsrat besiegelte den Sieg der Adelskreise.

## Philosophie und politische Publizistik
Die publizistischen Arbeiten Rehbergs umspannen weite Wissensbereiche von der Philosophie über die Staatswissenschaft bis zur Literatur- und Kunstkritik sowie Übersetzungen. Die meisten seiner Artikel verfasste Rehberg als Mitarbeiter der Jenaischen Allgemeine Literatur-Zeitung, etliche weitere auch im Göttingischen Magazin und der Berliner Monatsschrift. Angeregt durch den Freund Ernst Brandes, begann er ab 1780, sich mit der staatsrechtlichen Literatur der Engländer bekannt zu machen, insbesondere dem Werk von Edmund Burke, sowie den Sitzungsprotokollen des englischen Parlamentes. Eine Reihe von Rezensionen über Bücher zur französischen Revolution veröffentlichte Rehberg 1790–1793 unter dem Titel Untersuchungen über die französische Revolution, die einige der Gedanken Burkes etwa zeitgleich entwickelten. Rehberg stand in der Denkschule der deutschen Aufklärung. Seine positive Rezeption der Werke von Immanuel Kant beinhaltete gleichwohl Kritik an der apriorischen Behandlung des Problems von Theorie und Praxis (Über den Gemeinspruch: Das mag in der Theorie richtig sein, taugt aber nicht für die Praxis). Für Verärgerung im konservativen Adel sorgte seine Reformschrift Ueber den deutschen Adel (1803), in der er nach Meinung seiner Kritiker zu sehr bürgerlich-reformistische Positionen vorlegte, indem er den Verzicht auf ständische Privilegien vorschlug. Im Jahre 1805 wurde er zum auswärtigen Mitglied der Göttinger Akademie der Wissenschaften gewählt und lieferte Beiträge zu den Göttingischen Gelehrte Anzeigen.
Nach seinem endgültigen Ausscheiden aus dem Staatsdienst 1825 lebte Rehberg für kurze Zeit mit der Familie in Dresden und 1828/1829 in Rom, wo die Familie in den deutschen Künstlerkreisen um August Kestner verkehrte. 1830 kehrte er nach Göttingen zurück, wo Rehberg eine Gesamtausgabe seiner Schriften vorbereitete, von der allerdings nur drei der geplanten vier Bände erschienen. Es ist zu bedauern, dass ihm die Aufgaben im Staatsdienst wenig Zeit für Philosophie gaben, daher fehlt es seinen Schriften manchmal an Präzision und letzten Schliff. Aus dem gleichen Grund gab er nie eine systematische Darstellung seiner Philosophie.

## Kunstfreund und Sammler
Der ZN-Orden hatte vor seiner Auflösung erhebliche Geldmittel von 1700 Reichstalern gesammelt, die für ein Chemisches Labor an der Universität Göttingen eingesetzt werden sollten. Diese Mittel wurden durch Spenden von Mitgliedern weiter aufgestockt, um nun in Hannover ein Denkmal zu Ehren von Leibniz zu errichten. Die Büste des Universalgelehrten wurde von dem irischen Bildhauer Christopher Hewetson in Italien aus weißem Carrara gefertigt. 1789 wurde sie im Hause Rehbergs erstmals ausgestellt und von Charlotte Kestner gepriesen. Die Leibnizbüste wurde 1790 in den Leibniztempel gesetzt. Während des Italienaufenthaltes der Familie 1828–1830 erstellte Rehberg ein Sammelalbum mit angekauften Zeichnungen der sogenannten Deutschrömer, einem Kreis internationaler Künstler um August Kestner. Es enthält 26 Zeichnungen, Aquarellen und Gouachen von u. a. Friedrich Nerly, Bertel Thorvaldsen, Johannes Riepenhausen und Carl Wilhelm Götzloff. Das Album wurde 2018 erstanden auf Initiative des Museum August Kestner mit finanzieller Beteiligung der Kulturstiftung der Länder, der Ernst von Siemens Kunststiftung, der Stiftung Niedersachsen, des Förderverein Antike & Gegenwart und der Kunst- und Kulturstiftung Hannover, zum Preis von 100.000 Euro. Es spiegelt als typisches Zeitphänomen der Romantik und des Biedermeier die deutsche Italiensehnsucht wider.

## Ehe und Kinder
Rehbergs Ehefrau Marie war die Tochter Ludwig Höpfners aus Gießen. Das Ehepaar hatte folgende Kinder:
- Carl Georg Friedrich (* 1801), Justizrat in Göttingen
- Auguste Charlotte Marie (* 1804)
- Adelheid Caroline Ernestine Elise (* 10. August 1806 in Hannover)
- Marianne Henriette Philippine (* 26. Oktober 1808 in Hannover; † 26. März 1869); verheiratet mit Johann Conrad Poten.
- Ernst August Wilhelm Rehberg (* 1810; † 1811 in Hannover)
- Caroline Helene Charlotte (* 1. Januar 1815; † 6. März 1857 in Hannover)

## Werke
- Sämmtliche Schriften. Hannover: Hahn, 1828–31. (3 erschienen von 4 geplanten)
- Cato. Basel: Thurneysen, 1780.
- Philosophische Gespräche über das Vergnügen. Nürnberg, 1785.
- Über das Verhältnis der Metaphysik zu der Religion. Berlin: Mylius, 1787.
- Prüfung der Erziehungskunst. Leipzig 1792
- Untersuchungen über die französische Revolution. Hannover: Ritscher, 1792, 1793. 2 vols.
- Über den deutschen Adel. Göttingen: Röwer, 1803. (Digitalisat)
- Über die Staatsverwaltung deutscher Länder und die Dienerschaft des Regenten. Hannover: Hahn, 1807.
- Das Buch vom Fürsten von Niccolo Macchiavelli (Übersetzung a.d. Italienischen). Hannover 1810, zweite Aufl. 1824.
- Über den Code Napoleon und dessen Einführung in Deutschland. Hannover: Hahn, 1814.
- Zur Geschichte des Königreichs Hannover in den ersten Jahren nach der Befreiung von der westphälischen und französischen Herrschaft, Göttingen 1826.
- Constitutionelle Phantasieen eines alten Steuermannes im Sturme des Jahres 1832. Perthes, Hamburg 1832. Digitalisat
- Goethe und sein Jahrhundert. Hannoversche Zeitung 1832 / Bran´s Minerva 1835.
- Lord Porchester's Aufenthalt in Spanien während der Revolution von 1820. Braunschweig 1834.
- Rezension über Tocqueville's de la démocratie en Amérique. Göttingische Gelehrte Anzeigen 1836.